# كرمة بن سالم
كرمة بن سالم هي جماعة قروية سابقة في التقسيم الإداري القديم للمغرب، كانت تابعة لإقليم مكناس ضمن جهة مكناس تافيلالت بالمغرب. بلغ عدد سكانها حسب إحصاءات 2004 حوالي 4.180 نسمة يعيشون في 842 أسرة.